# CJ 존스

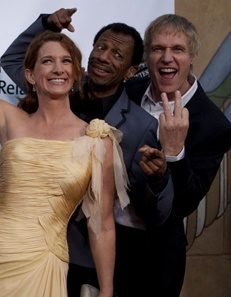

CJ 존스(CJ Jones, 1950년 9월 29일 ~ )는 미국의 배우이다.
세인트루이스에서 태어났다.

## 영화
- 베이비 드라이버 (2017년) - 조셉 역